# Laryngitis
«Laryngitis» es el decimoctavo episodio de la serie de televisión estadounidense Glee. Fue emitido por la cadena Fox en los Estados Unidos el 11 de mayo de 2010. En «Laryngitis» el miembro del club glee Puck (Mark Salling) sale con Mercedes (Amber Riley) en un intento de elevar su estatus social. Kurt (Chris Colfer) está celoso del tiempo que su padre está pasando con Finn (Cory Monteith), y Rachel (Lea Michele) se preocupa por su futuro cuando le diagnostican amigdalitis. Mike O'Malley estrellas invitadas como el padre de Kurt, Burt, y Zack Weinstein aparece como el jugador de fútbol discapacitado Sean Fretthold.
Las interpretaciones musicales en este episodio fueron siete, cinco de ellas fueron lanzadas como sencillos disponibles en descarga digital, y otros tres están incluidos en la banda sonora Glee: The Music, Volume 3 - Showstoppers. «Laryngitis» fue visto por más de once millones y medio de espectadores estadounidenses y, recibió diferentes opiniones de la crítica.
El episodio se emitió el día después del inicio de la gira musical Glee Live! In Concert!.

## Trama
Cuando Puck (Mark Salling) se afeita el mohawk, se da cuenta de que ya no lo ven como un abusivo en el colegio. También se da cuenta de que Mercedes (Amber Riley) se hizo muy popular desde que se unió a las animadoras y decide salir con ella para recuperar su popularidad. Mercedes inicialmente intenta disuadirlo de esa idea, pero luego de cantar «The Lady Is a Tramp» con él, comienza a gustarle. La exnovia de Puck, Santana (Naya Rivera), se pone celosa y junto a Mercedes cantan «The Boy Is Mine». Cuando Mercedes se da cuenta de que Puck ha vuelto a ser un abusivo, reflexiona, diciendo que siendo animadora no es realmente lo que ella siente, por lo cual termina con Puck y luego renuncia a las «Cheerios».
Luego de visitar al médico, a Rachel (Lea Michele) le diagnostican amigdalitis y teme someterse a una cirugía al poner en riesgo su voz. Para mostrarle otro punto de vista de su miedo, Finn (Cory Monteith) la lleva a conocer a su amigo Sean (Zack Weinstein), quien ha quedado paralítico luego de un partido de fútbol. A su vez, le canta la canción «Jessie's Girl», para probarle que Jesse (Jonathan Groff) no la ama tanto como él. Rachel se recupera y le ofrece a Sean lecciones de canto.
Kurt (Chris Colfer) está celoso por el tiempo que Burt (Mike O'Malley), su padre, está pasando con Finn (Cory Monteith), e intenta emular la personalidad de su papá. Toma la tarea del club de «expresar tu voz» como una oportunidad para cambiar la impresión que todos tienen sobre él. Kurt canta la canción de John Mellencamp «Pink Houses», durante los ensayos. Brittany (Heather Morris), diciéndole que su presentación fue «caliente», le pregunta si «el nuevo y heterosexual Kurt se besaría con ella». De esta forma ella tendría un récord perfecto (por besar a todos los chicos del colegio). Más tarde, mientras se besan en la casa de Kurt, este le pregunta a Brittany como saben los labios de los chicos. Burt entra en la habitación, confundido por el cambio tan radical en la actitud de su hijo, e intenta asegurarle a Kurt que lo amará sin importar lo que decida hacer con su sexualidad.
Frustrado y herido porque Burt sigue pasando tiempo a solas con Finn, Kurt vuelve a su verdadera personalidad y canta «Rose's Turn». Burt lo oye en esta presentación y le vuelve a asegurar a Kurt que, a pesar de las dificultades, el lo ama y quiere que sea él mismo.

## Producción

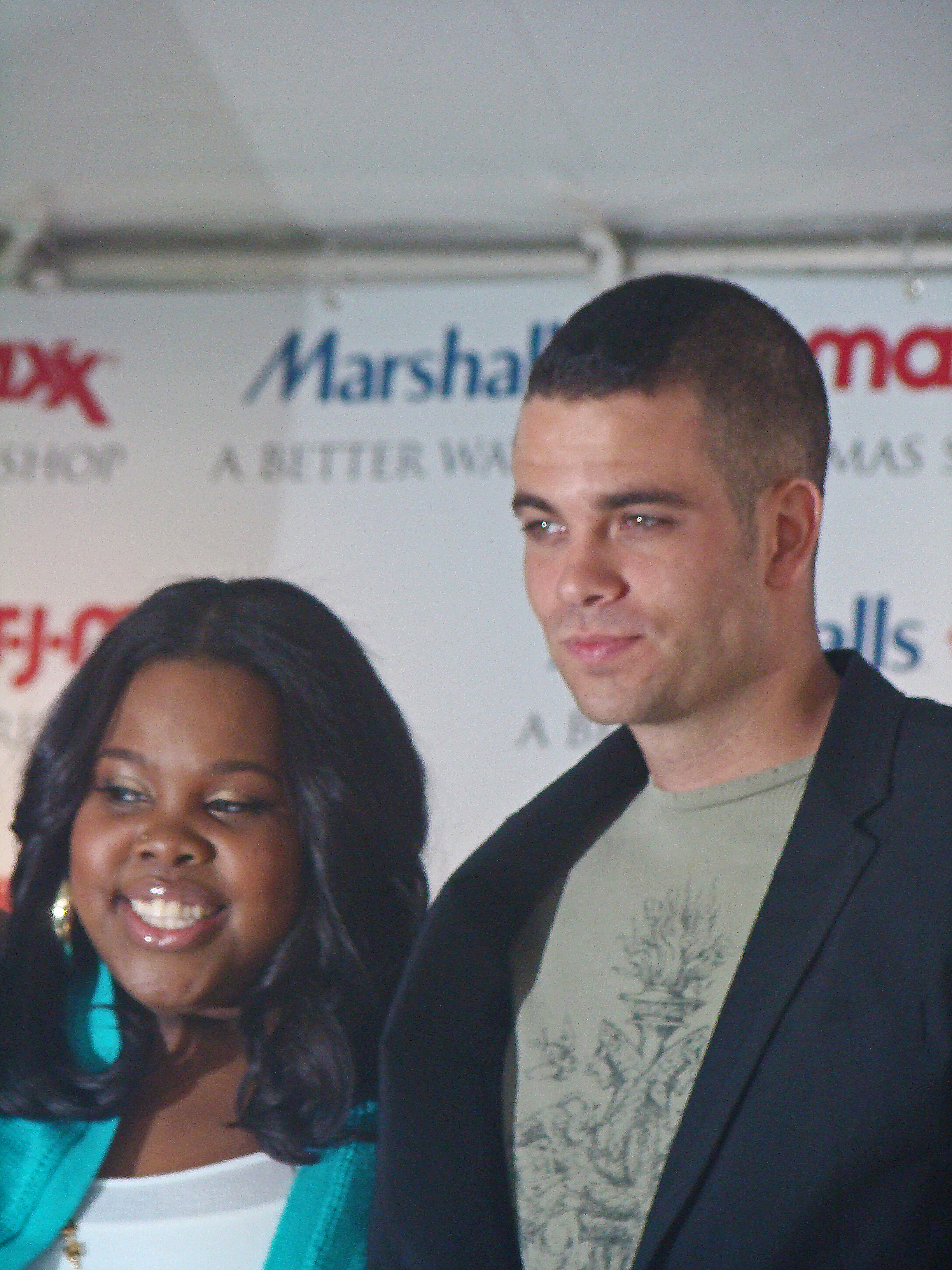
En "Laryngitis", Riley (izquierda) y Salling (derecha) hacen el dueto de Sammy Davis Jr.'s "The Lady Is a Tramp".

Los personajes recurrentes que aparecen en "Laryngitis" es el padre de Kurt Burt Hummel (Mike O'Malley), los miembros del club Glee Santana López (Naya Rivera), Bretanny (Heather Morris), Mike Chang (Harry Shum, Jr.) y Matt Rutherford (Dijon Talton), y la escuela periodista Jacob Ben Israel (Josh Sussman). Ashley Fink estrellas invitadas como Lauren Zizes, y Manji Rizwan interpreta a la doctora Gidwani. Zack Weinstein es la estrella invitada interpreta a Sean Fretthold, un jugador de fútbol que estaba paralizado por debajo de la parte superior del pecho tras sufrir una lesión de la médula espinal en el C4 en un accidente, similar a la lesión del actor en la vida real. En noviembre de 2009, el episodio de "Wheels" atrajo las críticas de los defensores de la discapacidad, que llamó la atención sobre el hecho de que las personas discapacitadas como el personaje Artie Abrams es interpretado por el actor Kevin McHale. Weinstein defendió la actuación de McHale, opinando que si él era el mejor actor de audicionar para el papel, entonces su capacidad de caminar debería ser irrelevante. Sin embargo, Weinstein afirmó también que "le gustaría ver a las personas de de sillas de ruedas le da la oportunidad de audicionar y ser considerada seriamente para las funciones que no están específicamente escritas para alguien con una discapacidad." Weinstein reveló que le gustaría tener una audición para el papel de Artie, y que Glee era su programa favorito. Alrededor de febrero de 2010, Weinstein representante le consiguió una audición para jugar Sean, y dentro de una semana y media, se enteró de que había conseguido el papel.
El episodio cuenta con versiones de siete canciones. Rachel interpreta el tema "The Climb" de Miley Cyrus, y Finn "Jessie's Girl" de Rick Springfield. Puck y el dúo de Mercedes de Sammy Davis Jr. "The Lady Is a Tramp", y Mercedes y Santana cantan "The Boy Is Mine" de Brandy y Monica. Kurt canta "Pink Houses" de John Mellencamp, y "Rose's Turn" de Gypsy: A Musical Fable. El coro se cierra con el episodio de "One" de U2, con vocalista invitado de Weinstein como Sean. "Jessie Girl", "The Lady Is a Tramp", "The Boy Is Mine", "Rose's Turn" y " One " fueron lanzados como singles, disponible para su descarga digital."The Lady Is a Tramp"," "Rose's Turn" y "One " también se incluyen en la banda sonora de Glee: The Music, Volume 3 – Showstoppers.

## Recepción
En su emisión original, "Laryngitis" fue visto por 11,57 millones los espectadores estadounidenses y obtuvo una cuota en pantalla 4.8/12 en el grupo demográfico 18-49. En el Reino Unido, el episodio fue visto por 1,81 millones de espectadores y fue la programa más visto de la semana en los canales de cable. En Canadá, "Bad Reputation" fue visto por 1,97 millones de espectadores, lo que logró a Glee al programa décimo tercero más vistos de la semana. En Australia, el episodio fue visto por 1,44 millones de espectadores, lo que convierte a «Laryngitis» el decimoquinto programa más visto de la semana.

### Críticas
El episodio recibió críticas mixtas de la prensa. Lisa Respers France de CNN consideró que "Laryngitis" destacó una tendencia de las historias de Glee cada vez más triste, en lugar de comedia. Ella escribió que las tramas parecían sermonear y concluyó: "Todavía tengo el corazón, que Glee es claramente uno de los mejores programas de televisión en este momento. Creo que quizás quieran aligerar un poco las lecciones de vida o difundirlas más". Henrik Batallones de BuddyTV escribió que no estaba seguro de qué hacer con el episodio, señalando: "Claro, hubo algunos puntos importantes, pero a diferencia de los últimos episodios, este me dejó un poco seco". Batallones observó que la historia de Sean se sentía "totalmente forzada en el episodio, haciendo que la epifanía de Rachel [...] fuera muy forzada y antinatural". Darren Franich de Entertainment Weekly también estaba preocupado por la historia, señalando: "Parece que la altura de vanidad para usar básicamente esta historia para enseñarle a Rachel una lección importante acerca de ser ella misma. [...] Glee ha utilizado actores discapacitados antes, y creo que vale la pena debatir si el programa lo honra o lo usa sin vergüenza".
Emily VanDerWerff de The A.V. Club calificó el episodio con una "B +". Mientras que él había estado decepcionado con varios episodios desde el descanso de mitad de temporada del programa, VanDerWerff señaló: "Glee todavía tiene sus inconsistencias, pero está volviendo al programa que disfruté el otoño pasado". Escribió sobre la historia de Sean que dice: "debería sentirse ofensivo, pero la mayoría de las veces se aleja de serlo porque trata al personaje con un gran respeto". Bobby Hankinson del Houston Chronicle también notó que no había estado impresionado con el programa desde su regreso, pero amaba "Laryngitis" y escribió: "La historia se centró exclusivamente en los niños, no en Shue o Sue Sylvester, y las actuaciones fueron realistas. en pequeña escala [...] Todo ese encanto clásico de Glee vino a lavarse sobre mí una vez más y fue glorioso". Gerrick D. Kennedy de Los Angeles Times declaró de manera similar: "Cuando Glee está en su mejor momento, capte episodios como los de esta semana. No hubo artilugios, ni producciones exageradas, ni estrellas innecesarias [...] Fue simplemente una gran narración de historias y una excelente música para romper los dedos". Brett Berk de Vanity Fair consideró "Laryngitis" un "episodio verdaderamente exitoso", pero también destacó la inconsistencia en la calidad del programa desde su regreso. James Poniewozik de Time llamó a "Laryngitis" el primer episodio de Glee desde su descanso de mitad de temporada que disfrutó "(en su mayoría) sin reservas".  Eric Goldman de IGN calificó el episodio 8.8/10, considerándolo uno de sus episodios favoritos de Glee, "con algunos de los materiales más divertidos que el programa ha entregado hasta ahora".